# Рублёвка
Рублёвка — неофициальное название территории к западу от Москвы вдоль Рублёво-Успенского, Подушкинского, 1-го и 2-го Успенских шоссе, включающей часть территории Одинцовского района Московской области, застроенной дачами бывшей советской элиты, фешенебельными коттеджными посёлками знаменитостей и писателей, резиденциями высших должностных лиц государства.
Административно-территориальной единицы «Рублёвка» не существует, однако неофициальное название широко используется в СМИ, кинематографе, художественной литературе и сфере торговли недвижимостью. При этом к «Рублёвке» с начала XXI века всё чаще приписывают населённые пункты, которые ранее с ней никогда не ассоциировались: на «карте Рублёвки», размещённой на информационном портале «Рублёвка. Name», её границы простираются далеко за пределы Рублёво-Успенского шоссе и Одинцовского района, а к Рублёвке причисляют новые коттеджные посёлки, построенные близ ЦКАД и Звенигорода, в соседнем Красногорском районе, на Ильинском, а также Можайском шоссе. Посёлок Рублёво, по которому названо Рублёво-Успенское шоссе, в «Рублёвку» не входит.
На вопрос «Что такое „Рублёвка“?» её житель, бывший замглавы администрации президента России Алексей Волин в апреле 2009 года ответил так:
Симпатичный кусок территории с чрезмерно уплотнённой застройкой. И при этом крайне мифологизированный. По одним мифам — жизнь здесь — это символ успеха, по другим — пример дурновкусия.
На Рублёвке самая дорогая земля в Московской области — 1 млрд $ США[уточнить]. Один из жилых домов, расположенных там, по версии журнала Forbes, осенью 2008 года входил в пятёрку самых дорогих усадеб мира. Но в 2009—2010 годах и в 2015 году в неё он уже не попал.

## История
По нынешнему Рублёво-Успенскому шоссе ездил на соколиную охоту царь Иван Грозный. Дорога считалась «царской», по ней совершали пешее паломничество в Саввино-Сторожевский монастырь в Звенигород первые цари династии Романовых — Михаил Федорович и Алексей Михайлович, а затем — Пётр Великий и Екатерина Вторая.
В конце XVIII века вдоль дороги стали отстраиваться имения — здесь поселились 16 княжеских и 4 графских рода, в частности, Юсуповы, Шуваловы и Голицыны.
В начале XX века этот район Подмосковья не считался самым популярным и престижным для дачного отдыха, загородные усадьбы богатых москвичей строились в населенных пунктах на северо-восточном (Сокольники, Перловка) и восточном направлении ближнего Подмосковья.
В 1900 году началось строительство рублевского водоприемника инженером Иваном Михайловичем Бирюковым по приглашению князя В. М. Голицына. Рублевский водоприемник оказался настолько совершенным, что без существенных изменений стал классическим не только в России, но и за рубежом, и действует на станции поныне. Все четыре очереди Москворецкого водопровода к концу 1917 года были завершены. Но уже по завершении второй очереди в 1912 году Рублево обрело заслуженную славу одного из самых благоустроенных и культурных мест. Оснащение Рублева — как станции, так и поселка — считалось по настоящему классическим для водопроводных станций не только в России. Русские техники, школьники всех возрастов, студенты приезжали с экскурсиями. Иностранные делегации обращались с просьбой показать им Рублево.
В 1918 году на Рублёво-Успенском шоссе появляется дача Иосифа Сталина. На спецобъекте «Зубалово-4» близ деревни Усово он прожил до 1932 года. По соседству поселились его сподвижники — Анастас Микоян, Феликс Дзержинский, Климент Ворошилов.
В 1930-е годы здесь были построены государственные дачи высших чиновников, а также представителей советской научной и культурной элиты; пансионаты для их отдыха и санатории для лечения (например, «Барвиха», «Горки-10»).
В Жуковке поселились высшие руководители НКВД — в частности, нарком Николай Ежов.
В послевоенное время район был местом проживания зарубежных дипломатов, возможно, благодаря отсутствию крупных промышленных предприятий с их вредными производствами, характерных для других районов ближнего Подмосковья. До конца 50-х годов XX века въезд на Рублёво-Успенское шоссе был закрыт для "любознательных"[уточнить] — движение преграждал шлагбаум.
В постсоветское время земля в окрестностях Рублёво-Успенского шоссе, примыкающая к экологически привлекательным и лесистым берегам Москвы-реки, была быстро приватизирована звёздами шоу-бизнеса, политиками, чиновниками, индустриальными магнатами и т. д. В 1990-е годы частный дом или дача на Рублёвке стал статусным атрибутом, отличающим новую буржуазную элиту России.
В замке «Майендорф» (который СМИ иногда называют «Майндорф») близ деревни Подушкино с 2008 г. проводятся международные встречи глав государств и некоторые другие протокольные мероприятия с участием президента России. C ноября 2008 года официальный сайт Президента России употребляет в отношении этого объекта название «Госрезиденция „Барвиха“».

### Падение Ельцина с моста
Известен примечательный случай, произошедший с Ельциным (тогда народным депутатом СССР от Москвы), условно называемый «падением с моста». 28 сентября 1989 года Ельцин, направлявшийся к другу в поселок Успенское, неожиданно появился около Успенского поста милиции, где заявил, что перед этим неизвестные затолкали его в машину «Жигули», довезли до определённого места и затем сбросили с Успенского моста. Это событие имеет множество версий и стало одним из первых событий из личной жизни политических деятелей, обсуждавшихся на заседании Верховного Совета и в печати. Согласно одной из версий, это событие — вымышленное.

### 1990-е годы. Феномен Рублёвки
В середине 1990-х Рублёво-Успенское шоссе стало своеобразным феноменом общественно-политической жизни России, а его название приобретает ещё один, политически-криминальный оттенок. Жизнь на Рублёвке начала ассоциироваться с достатком, земли вдоль трасс возросли в цене и оставили позади все остальные районы ближнего Подмосковья. Появляются выражения «рублёвская жена», «олигарх с Рублёвки». Рублёво-Успенское (также и Рублёвское) шоссе — одна из первых (и чуть ли не единственная) трасс, на которых установлено видеонаблюдение и нижняя подсветка; также известна частыми задержками движения в связи с проездом высокопоставленных лиц.
Желание чиновников и преуспевающих бизнесменов жить единым социумом вблизи от дачи руководителя государства в Барвихе легло в начале 90-х в основу формирования имиджа Рублёво-Успенского шоссе как наиболее престижного и дорогого. Жить на Рублёвке стало признаком материального благосостояния и положения в обществе.
— заявляла в интервью управляющий директор компании Blackwood Марина Макарова в 2005 году.

### 2000-е годы. Начало падения популярности
Ценовой рекорд на землю на Рублёвке был зафиксирован в 2005—2008 годах — более 300 000 $ за сотку в деревне Жуковка.
В 2006 году начинают говорить о кризисе рублёвских земель по причине их слишком масштабной застройки, с одной стороны, и низкой пропускной способности трассы, с другой. Этот факт вызвал перемещение активности строительства дорогих коттеджных поселков на соседнее Новорижское шоссе.
Перенаселённость, постоянные заторы на дорогах и недостаток школ отмечают многие из нынешних обитателей «Рублёвки».
По данным портала «Рублёвское», на март 2008 года автомобильные пробки на Рублёвке превратились в очевидную и ощутимую проблему. К примеру, актриса балета Анастасия Волочкова из-за выматывающих пробок, вызванных постоянными перекрытиями дорог сотрудниками ДПС из-за спецпроездов высокопоставленных чиновников, была вынуждена переехать из своего коттеджа, расположенного вблизи Рублёво-Успенского шоссе, в Москву.
Музыкант Андрей Макаревич жил на Рублёвке в деревне Подушкино близ Барвихи с начала 1990-х годов, однако в 2008 году переехал в Павлово (в 14 км от МКАД по соседнему Новорижскому шоссе), мотивировав своё решение, в частности, дорожными пробками на Рублёво-Успенском шоссе и чрезмерно плотной застройкой, спровоцированной дачным бумом:
Работается здесь хорошо, живется хорошо. Ездится плохо. Я в ужасе от всего того, что выросло вокруг за последние 10 лет. Потому что, когда я сюда приехал, мой дом был вообще одним из первых на этой территории. Из окна открывался вид на природу, совершенно не тронутую рукой человека. Это была сказка. Я никогда не думал, что с такой скоростью всё будет застроено чудовищными сооружениями. Полей на Рублёвке уже нет. Какой смысл жить как в тюрьме, за пятиметровыми заборами, мне не ясно.
После кризиса 2008 года недвижимость на Рублевке потеряла популярность, а многие владельцы стали продавать дома и уезжать за границу. По сообщениям СМИ, в 2011 году продолжился отток состоятельных жителей с Рублёвки, спрос на недвижимость снизился.
К 2012 году каждый третий дом на Рублевке пустует или выставлен на продажу.

### 2010-е годы. Развитие инфраструктуры
Бывший руководитель аппарата правительства России Игорь Шабдурасулов в декабре 2009 года отмечал недостатки дорожной инфраструктуры и пугающий рост урбанизации:
Не решен самый важный и проблемный вопрос инфраструктуры – транспортная составляющая. О чем можно говорить, если практически ежедневно поездка от Николиной Горы до Барвихи превращается в пытку продолжительностью до полутора часов? В связи с этим какая разница, сколько и чего нового построено, если вам не суждено до этого доехать?

Другая проблема – растущая урбанизация Рублево-Успенского направления. Мало того что многоэтажные комплексы и жилые поселки продолжают расти как на дрожжах, так еще и заборы вдоль основных дорог в самом скором времени превратят движение по загородному шоссе в поездку по многокилометровому туннелю
1 июля 2012 года в рамках проекта расширения Москвы часть территории к северу от Рублёво-Успенского шоссе была передана от Одинцовского района Москве, образовав отдельную площадку Конезавод, ВТБ района Кунцево Западного административного округа, ставшую крупным эксклавом Москвы. Новая территория не включила ни одного населённого пункта, граница их аккуратно обогнула.
Важную роль в транспортном обслуживании жителей Рублёвки играет Усовская ветка Московской железной дороги, по которой с 25 октября 2018 года каждый час курсируют электропоезда повышенной комфортности Иволга.
По данным издания «Проект», в феврале 2020 года 29 % владельцев земли на Рублёвке составляли высокопоставленные чиновники и подрядчики государственных контрактов. «Проект» оценил стоимость принадлежащих им участков в 343 млрд руб, а вместе с постройками — в 1,32 трлн руб.